# Egerházi Attila
Egerházi Attila (Budapest, 1964. október 13. –) magyar táncművész, rendező-koreográfus, táncpedagógus, igazgató. A Székesfehérvári Balett Színház igazgatója. A Prágai Fiatal Kamarabalett együttesének állandó vendégkoreográfusa és tanára. A Sukromné Konzervatorium Kosice (Kassa) állandó vendégtanára.

## Életpályája
Jeszenszky Endre iskolájában tanult klasszikus balettot, modern technikát, emelést és balettmetodikát. Az érettségi után Bécsben, Stuttgartban és Párizsban folytatta tanulmányait. Mesterei voltak: André Glegolszky, Christopher Ferrari, Armbgard von Bardelleben, Sonia Mota, Carlos Orta, Joe Alegado, Milton Mayers, Bruce Taylor, José Mayer, Raza Hamadi és Matt Mattox. 1986–1989 között az Ismael Ivo vezette Vienna Dance Laboratory együttesében táncolt. 1989–2004 között a Magyar Állami Operaház Magyar Nemzeti Ballett tagja volt. 1990 óta készít koreográfiákat. 1991–1997 között a Budapest Táncszínház egyik alapítója, táncosa, balettmestere és koreográfusa volt.
1995–2016 között a Dance Centre Prague Conservatoire táncművészeti iskola állandó mestere, valamint házi koreográfusa a Ballet Prague Junior társulatának Prágában. 1997-től többször járt tanulmányúton a Jiri Kylián vezette Holland Táncszínházban (NDT), ahol koreográfusi tanulmányokat folytatott. 1998–2000 között a Magyar Táncművészeti Főiskola kortárs tánc pedagógusa volt. 1998–2001 között a Magyar Nemzeti Balett Kortárs Koreográfus Stúdiójának alapítója, valamint művészeti vezetője volt. 2000 nyarán vendégkoreográfusi meghívást kapott Argentínába a Julio Bocca vezette Balleto Argentino, majd ezt követően a Virginia Ballet együtteséhez. 2000–2003 között a Pécsi Balett művészeti vezetője volt. 2003–2006 között a Debreceni Balett balett igazgatója volt. 2006–2009 között a Magyar Balett Színház alapítója és művészeti vezetője volt. 2009–2016 között a South Bohemian Ballet balett igazgatója volt. 2013-tól a Sukromné Konzervatorium Kosice tánc konzervatóriumnak állandó vendégtanára Kassán. 2018-tól a Székesfehérvári Balett Színház alapítója és igazgatója. A társulatot és kulturális intézményt kezdeményezésére alapította meg Székesfehérvár Közgyűlése.

## Szerepei
- Verdi: Az álarcosbál – Szólót táncol
- Puccini: Manon Lescaut – Fodrászok
- Wagner: Tannhäuser – Szólót táncol
- Bartók Béla: A csodálatos mandarin – A fiatal diák
- Bach: Mamma Maria – Egy férfi; 6 katona
- Ionatos: Archipel – Táncolják
- Ludwig: Olympia – 9 arkadiai fiú
- Hacsaturján: Spartacus – Canus
- Prokofjev: Rómeó és Júlia – Montague szolgái
- Csajkovszkij: Anna Karenina – Három pap
- Bliss: Sakk-matt – 2 piros püspök
- Conte: Mokka – Táncolják

## Munkái, koreográfiái
- Otthon (1990)
- Rekviem az ifjúságért (1991)
- Négy évszak (1992)
- Apollók… és néhány Vénusz (1994)
- Porcelán bölcső (1996)
- Beszélő testek (1998)
- Reminiszcenciák (1998)
- Featherless-winged angels (1999)
- White lotuses (1999)
- Lost senses (2000)
- Zárt függönyök (2000)
- Játék-terek (2001)
- Carmen (2002)
- Üvegangyalok (2003)
- A csodálatos mandarin (2003)
- So in love (2003)
- Heavy Fly (2004)
- Tűzmadár (2004; 2010)
- Burlesque (2004)
- Súlyos suhanások (2004)
- Panta rei (2005)
- Painted rainbow (2005)
- Mirabell (2006)
- Black in white (2007)
- White silence (2007)
- Carioca (2007)
- Dottie Annie in Farawayland (2008)
- Frozen roses (2009)
- A midsummer night's dream (2009)
- Runk trough (2010)
- In and out (2010)
- Bolero (2008; 2011)
- The nutcracker (2011)
- Rómeó és Júlia (2012)
- Curtain up! (2013)
- Odd couples (2013)
- Lunatics (2013)
- Kafkáról (2014)
- Pass-ages (2014)
- Magic flute (2014)
- Daphne et Chloé (2015)
- Lost and found (2015)
- Sounds and pictures (2015)
- Hattyúk tava (2015)
- Drawings in the sand (2016)
- Writings on water (2016)
- Besos (2016)
- The case of Prometheus (2017)
- Blah blah blah (2018)
- The letter (2018)
- 1+1 (2018)
- Mind (2019)
- Arrhytmia (2020)
- Ave (2020)
- Phantom pain (2021)
- Pillangók (2021)

## Díjai
- Harangozó Gyula-díj (2003)[2]
- A Cseh Színházi Hírek Díja (2010)[3]
- A Cseh Táncszövetség díja, az "Évad legjobb Koreográfusa Díj" (2015)
- Jeszenszky Endre-díj (2020)
- Magyar Érdemrend Lovagkeresztje (2020)